# Thomas Guy (acteur)
Pour les articles homonymes, voir Thomas Guy et Guy.
Thomas Guy, né le 19 mai 2001 à Paris, est un acteur français.

## Biographie

### Formation
Thomas Guy naît le 19 mai 2001 à Paris, où il est le benjamin d'un fratrie de trois enfants. Ses parents ne travaillent pas dans un domaine lié au cinéma mais il le découvre néanmoins grâce à eux.
Il fait du théâtre dès sa jeunesse puis, après son baccalauréat en 2019, il décide de rejoindre une école d'art dramatique et une compagnie de théâtre,. Il suit en parallèle une licence en humanités et arts du spectacle.

### Carrière
Sa première apparition au cinéma se fait en 2016, dans Cigarettes et Chocolat chaud de Sophie Reine, entouré de Gustave Kervern et Camille Cottin.
Il obtient finalement un premier rôle en 2020 dans Un vrai bonhomme de Benjamin Parent où il incarne Tom, un adolescent devant mûrir rapidement après la mort de son frère,. Pour ce rôle, il est nommé au César du meilleur espoir masculin en 2021,.

## Filmographie
Sauf indication contraire, les informations mentionnées dans cette section peuvent être confirmées par la base de données cinématographiques IMDb,  présente dans la section « Liens externes ».

### Cinéma

#### Longs métrages
- 2016 : Cigarettes et Chocolat chaud de Sophie Reine : Robert[7],[8]
- 2018 : L'Heure de la sortie de Sébastien Marnier : Brice
- 2020 : Un vrai bonhomme de Benjamin Parent : Tom
- 2021 : En passant pécho (Netflix) de Julien Royal : lycéen bourgeois
- 2023 : La Fiancée du poète de Yolande Moreau : Cyril

#### Courts métrages
- 2018 : Jeter l'ancre un seul jour de Paul Marques Duarte

### Télévision
- 2018 : Les Enfants maudits (docu-fiction ; France 2) de Cyril Denvers

### Doublage
- 2016 : Maya l'abeille : Willy
- 2016 : C'est bon signe (série animée ; Gulli) : Luca Gelberg (voix off)